# جوجی ناکاتا
جوجی ناکاتا (انگلیسی: Jouji Nakata; ۲۲ آوریل ۱۹۵۴ – ) صداپیشگی در ژاپن و بازیگر اهل ژاپن بود.
از فیلم‌ها یا برنامه‌های تلویزیونی که وی در آن نقش داشته‌است می‌توان به مبارز خیابانی ۲: فیلم پویانمایی اشاره کرد.